# کیوارک
کیوارک (انگلیسی: Quark) شرکت نرم‌افزار آمریکایی است، که در سال ۱۹۸۱ تأسیس شد.